# Tân Mỹ, Văn Lãng
Tân Mỹ là một xã thuộc huyện Văn Lãng, tỉnh Lạng Sơn, Việt Nam.
Xã Tân Mỹ có diện tích 40,64 km², dân số năm 1999 là 6.128 người, mật độ dân số đạt 151 người/km².
Theo thống kê năm 2019, xã Tân Mỹ có diện tích 40,64 km², dân số là 7.756 người, mật độ dân số đạt 191 người/km².
Xã có quốc lộ 4A đi qua và có Cửa khẩu Cốc Nam thông thương sang Cửa khẩu Lũng Vài, tỉnh Quảng Tây, Trung Quốc.